# 劉有源
劉有源（1568年—1651年），字仲开，號昆海，又號工峯，南直隶寧國府南陵县人，明朝政治人物。

## 生平
萬曆三十四年（1606年）丙午科应天鄉試第六十一名举人，三十五年丁未科进士，工部觀政，本年十月授浙江西安县知县，将之官，将自己田产送给兄弟道：我幸沽薄禄，此産可共也。四十二年考选，四十六年授湖广道御史，有用人、措饷二疏，言甚切。至收治東城大猾，中貴为之解，不得，時稱其执法。泰昌元年（1620年）巡按广西，天启元年（1621年）升四川布政使司参议兼按察司佥事清军驿传，四年起浙江右参议，六年补任湖广道监察御史，七年革职闲住。崇祯元年（1628年）起陕西道御史，二年升山东参政，改山西井陉道，三年升江西按察使致仕，四年考察。著有《四朝臺疏》，卒年八十四，祀乡賢。

## 家族
曾祖劉柯。祖父劉邦恩，监生。父刘维和，恩例冠帶。母王氏。具庆下。兄有本、希良、希皋（进授儒士）。弟有恒、希光、有望、希知。
孙劉楷，康熙十八年己未进士。